# Elwendia stewartiana
Elwendia stewartiana är en växtart i släktet Elwendia och familjen flockblommiga växter.
Arten förekommer från Afghanistan i väster till västra Himalaya i öster. Den beskrevs först av Eugene Nasir och fick sitt nu gällande namn av Michail Pimenov och Jevgenij Kljujkov.